# Wildenseehütte
Die Wildenseehütte ist eine Schutzhütte der Sektion Ausseerland des Österreichischen Alpenvereins im Westen des Toten Gebirges im Steirischen Salzkammergut in Österreich.

## Lage und Landschaft
Die Wildenseehütte befindet sich auf 1525 m Höhe am Ende des Ausseer Hintertals, auf der Wildenseealm unweit des Wildensees. Sie liegt zwischen Schönberg (Wildenkogel, 2093 m) und Woising (2064 m) im Zentralgebiet des Toten Gebirges.

## Geschichte
Die Hütte wurde 1920 von der Sektion Bad Aussee des DuOeAV errichtet, und befindet sich baulich noch weitgehend im Originalzustand. Sie wird seit Anfang als Selbstversorgerhütte betrieben.
Zum Ende des Zweiten Weltkrieges, am 12. Mai 1945, wurde Ernst Kaltenbrunner, Chef der Sicherheitspolizei und des SD und Leiter des Reichssicherheitshauptamts gemeinsam mit seinem Adjutanten Arthur Scheidler von Infanteristen des CIC unter der Leitung von Robert Matteson auf der Wildenseehütte verhaftet, wohin sie bei Ankunft der US-Truppen geflohen waren.

## Tourenmöglichkeiten

### Zustiege
- von Altaussee (727 m) in ca. 4 Stunden
- von Grundlsee (734 m) in ca. 4½ Stunden
- vom Offensee (655 m) in ca. 4½ Stunden
- vom Parkplatz Loserstraße/Altaussee (1600 m) in ca. 4 Stunden

### Gipfelbesteigungen
- Feigentalhimmel (1984 m) in ca. 2 Stunden
- Redender Stein (1900 m) in ca. 1½ Stunden (über Appelhaus)
- Rinnerkogel (2012 m) in ca. 2 Stunden
- Woising (2064 m) in ca. 2 Stunden (über Appelhaus)
- Schönberg (Wildenkogel, 2093 m) in ca. 4 Stunden

### Übergänge
- zum Albert-Appel-Haus (1638 m) in ca. ½ Stunde
- zur Loserhütte (1498 m) in ca. 4 Stunden
- zur Pühringerhütte (1638 m) in ca. 4 Stunden
- zur Ischler Hütte (1368 m) in ca. 8 Stunden

## Karten und Literatur
- ÖK 50, Blatt 97 (Bad Mitterndorf).
- Alpenvereinskarte Blatt 15/1 (Totes Gebirge – West), 1:25.000; Österreichischer Alpenverein 2014; ISBN 978-3-928777-29-2.
- Freytag & Berndt u. Artaria KG Publishing and Distribution Bl. WK 281.